# Campionati europei di ciclocross 2018
I Campionati europei di ciclocross 2018, sedicesima edizione della competizione, si sono disputati a Rosmalen, nei Paesi Bassi, il 4 novembre 2018.

## Eventi
Domenica 4 novembre
- 9:15 Uomini Juniors
- 10:30 Donne Under-23
- 12:00 Uomini Under-23
- 13:45 Donne
- 15:15 Uomini

## Medagliere
| Pos.   | Nazione       | Oro | Argento | Bronzo | Totale |
| ------ | ------------- | --- | ------- | ------ | ------ |
| 1      | Paesi Bassi   | 4   | 2       | 2      | 8      |
| 2      | Gran Bretagna | 1   | 0       | 0      | 1      |
| 3      | Belgio        | 0   | 3       | 2      | 5      |
| 4      | Francia       | 0   | 0       | 1      | 1      |
| Totale | Totale        | 5   | 5       | 5      | 15     |

## Sommario degli eventi
| Eventi            | Oro                                    | Tempo    | Argento                          | Tempo | Bronzo                      | Tempo |
| Uomini            |                                        |          |                                  |       |                             |       |
| Elite dettagli    | Mathieu van der Poel Paesi Bassi       | 1h02'35" | Wout Van Aert Belgio             | a 14" | Laurens Sweeck Belgio       | a 18" |
| Under-23 dettagli | Thomas Pidcock Gran Bretagna           | 50'22"   | Eli Iserbyt Belgio               | a 30" | Antoine Benoist Francia     | a 45" |
| Junior dettagli   | Pim Ronhaar Paesi Bassi                | 44'53"   | Witse Meeussen Belgio            | a 14" | Thibau Nys Belgio           | a 21" |
| Donne             |                                        |          |                                  |       |                             |       |
| Elite dettagli    | Annemarie Worst Paesi Bassi            | 40'24"   | Marianne Vos Paesi Bassi         | a 2"  | Denise Betsema Paesi Bassi  | s.t.  |
| Under-23 dettagli | Ceylin del Carmen Alvarado Paesi Bassi | 40'31"   | Inge van der Heijden Paesi Bassi | a 22" | Fleur Nagengast Paesi Bassi | a 49" |